# Enity Bank Group
Enity Bank Group AB (tidigare Bluestep Bank AB) är en nischbank som främst är inriktad på att erbjuda bolån till kunder som av olika skäl har svårt att få lån hos traditionella banker. Verksamheten bedrivs via tre varumärken och på tre marknader: Bluestep Bank i Sverige, Norge och Finland; Bank2 i Norge; samt 60plusbanken i Sverige.

## Historik
Enity Bank Groups moderbolag, Enity Holding AB, grundades i slutet av 2004 under namnet Bluestep Bostadslån AB och i april 2005 började man erbjuda bolån i Sverige. Den operativa verksamheten flyttades senare till dotterbolaget Bluestep Finans AB.
I februari 2008 såldes Bluestep-koncernen till det brittiska riskkapitalbolaget Bregal Capital. Hösten samma år lanserades sparkonton i Sverige och 2010 började Bluestep att erbjuda bolån även i Norge. Under 2011 startade man med privatlån på den svenska marknaden och 2012 lanserades de under ett eget varumärke, Spring Finance. Privatlån blev emellertid aldrig någon större del av Bluesteps utlåning och verksamheten upphörde 2020.
I oktober 2016 beviljades Bluestep Finans AB banktillstånd av Finansinspektionen och i samband med det bytte bolaget namn till Bluestep Bank AB. I juli 2017 meddelade EQT att de via sin fond EQT VII avsåg att köpa Bluestep från Bregal Capital. Affären slutfördes i november samma år.
Via varumärket 60plusbanken lanserade Bluestep Bank AB i juni 2020 så kallade kapitalfrigöringskrediter till pensionärer. Senare samma månad lanserade man bolån i Finland under Bluestep Banks varumärke.
I juni 2023 meddelade Bluestep Bank att man avsåg förvärva den norska nischbanken Bank2 ASA. Affären slutfördes i slutet av oktober samma år och efter godkännande från den norska och svenska Finansinspektionen fusionerades Bank2 in i Bluestep Bank i april 2024. I december 2024 bytte Bluestep Bank AB namn till Enity Bank Group AB och samtidigt bytte bankens moderbolag namn till Enity Holding AB. Moderbolaget noterades i juni 2025 på Nasdaq Stockholms lista för medelstora bolag.

## Verksamhet
Enity Bank Group bedriver sin verksamhet under tre olika varumärken:

### Bluestep Bank
Under Bluestep Banks varumärke erbjuder Enity bolån i Sverige, Norge och Finland, samt sparkonton i Sverige och Norge. Målgruppen för bolånen är låntagare som har svårt att få lån hos andra banker, t.ex. för att de har en betalningsanmärkning eller för att de har en dålig kredithistorik. Eftersom det innebär en ökad kreditrisk sker utlåningen ofta till betydligt högre räntor jämfört med listräntorna hos traditionella banker.

### Bank2
Bank2 är en del av Enitys norska filial och ett varumärke som används på den norska marknaden. Under Bank2s varumärke marknadsför Enity framförallt så kallade refinansieringslån.

### 60plusbanken
60plusbanken erbjuder lån riktade till bostadsägare i Sverige som är 60 år eller äldre. Lånen är så kallade kapitalfrigöringskrediter som är amorteringsfria och där räntan betalas först när bostaden säljs.